# Agathosma ciliata
Agathosma ciliata là một loài thực vật có hoa trong họ Cửu lý hương. Loài này được (L.) Link mô tả khoa học đầu tiên năm 1822.